# Торье
Торье́ (фр. и окс. Tauriers) — коммуна во Франции, находится в регионе Рона — Альпы. Департамент коммуны — Ардеш. Входит в состав кантона Ларжантьер. Округ коммуны — Ларжантьер.
Код INSEE коммуны — 07318.

## Население
Население коммуны на 2008 год составляло 179 человек.
| 1962 | 1968 | 1975 | 1982 | 1990 | 1999 | 2008 |
| ---- | ---- | ---- | ---- | ---- | ---- | ---- |
| 73   | 90   | 111  | 147  | 156  | 166  | 179  |

## Экономика
В 2007 году среди 114 человек в трудоспособном возрасте (15—64 лет) 80 были экономически активными, 34 — неактивными (показатель активности — 70,2 %, в 1999 году было 70,4 %). Из 80 активных работали 73 человека (46 мужчин и 27 женщин), безработных было 7 (3 мужчин и 4 женщины). Среди 34 неактивных 9 человек были учениками или студентами, 17 — пенсионерами, 8 были неактивными по другим причинам.

## Достопримечательности
- Церковь Сен-Жюльен в романском стиле (XIX век)
- Феодальный замок Торье (XI век), исторический памятник
- Руины часовни Нотр-Дам